# Малиновський Олександр
Малиновський (Маляновський?) Олександр (нар. ? — ? 1919/1920) — командир полкового оркестру полку Чорних запорожців.
Прізвище хорунжого Малиновського (Маляновського) Олександра, лицаря Залізного хреста Армії УНР, фігурує у списку поранених і хворих, яких залишили на лікування, й тих, хто загинув під час Зимового походу.
Військове звання — хорунжий Армії УНР.
Лицар Залізного хреста Армії УНР.